# Хасково (бухта)
62°27′03″ пд. ш. 59°54′20″ зх. д. / 62.4508° пд. ш. 59.9056° зх. д.

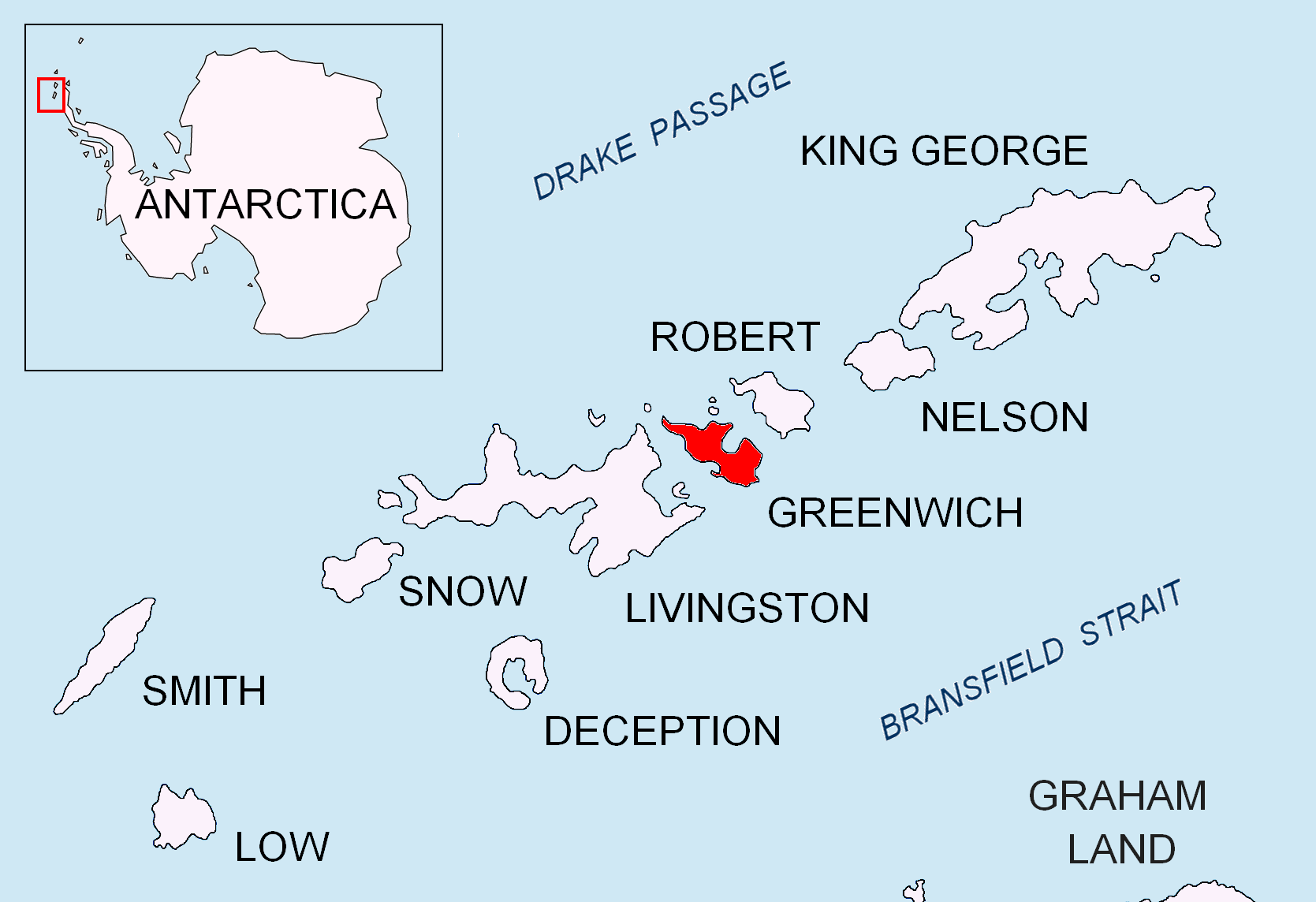
Розташування острова Гринвіч на Південних Шетландських островах.

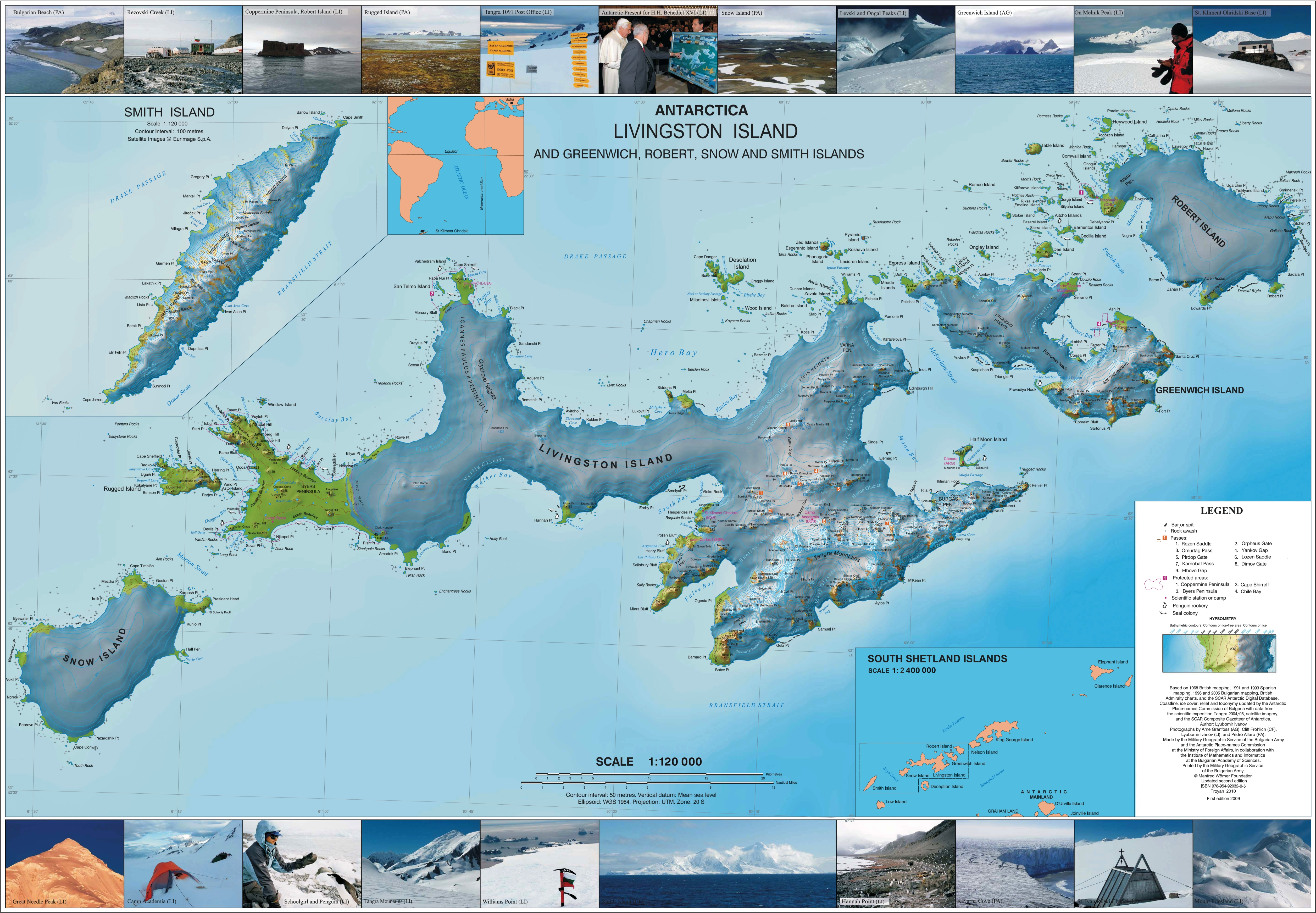
Топографічна карта островів Лівінгстон, Гринвіч, Роберт, Сноу та Сміт.

Бухта Хасково (Затока Хасково) - бухта шириною 2,1 км, відступаюча на 1 км від північного узбережжя острова Гринвіч поміж точкою Апрілова і точкою Мілетича на Південних Шетландських островах, Антарктида. Розташована на схід від Крач-Пікс, на південний- захід від острова Онглі і на північний-захід від піку Севтополіс. Форма покращилася в результаті відступа льодовика Тетевен в кінці 20-го і початку 21-го століття. 
Бухта названа на честь міста Хасково на південному сході Болгарії.

## Розташування
Бухта знаходиться за координатами 62°27′03″ пд. ш. 59°54′20″ зх. д. / 62.45083° пд. ш. 59.90556° зх. д.(Британське картографування у 1968 р. Та болгарське картографування у 2005 та 2009 рр.).

## Мапи
- Л. Л. Іванов та ін. Антарктида: острів Лівінгстон та острів Гринвіч, Південні Шетландські острови . Масштаб 1: 100000 топографічної карти. Софія: Антарктична комісія з географічних назв Болгарії, 2005.
- Л. Л. Іванов. Антарктида: острови Лівінгстон та Гринвіч, Роберт, Сноу та Сміт [Архівовано 24 квітня 2008 у Wayback Machine.] . Масштаб 1: 120000 топографічної карти. Троян: Фонд Манфреда Вернера, 2009.

## Зовнішні посилання
- Бухта Хасково. [Архівовано 15 лютого 2020 у Wayback Machine.] Супутникове зображення Copernix

Ця статя містить інформацію з Антарктичної комісії з географічних назв Болгарії, яка використовується з дозволу.